# Sokari Douglas Camp
Sokari Douglas Camp (1958) è un'artista nigeriana.

## Biografia

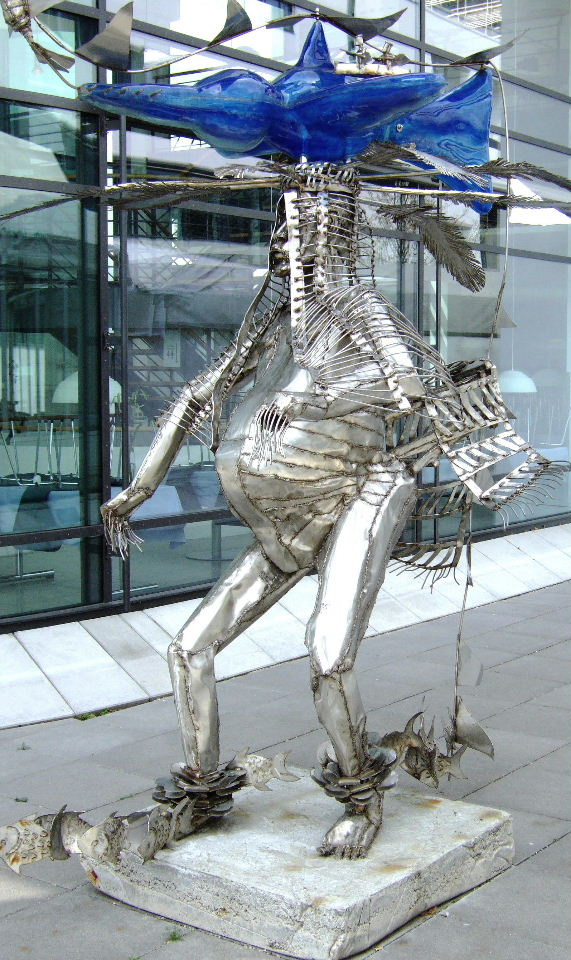
Fest für Neptun

Ha studiato presso il College of Arts and Crafts ad Oakland, California (1979-80); nel 1983 si trasferisce a Londra per iscriversi alla Central School of Art and Design. Successivamente, ne 1986, termina gli studi presso il Royal College of Art di Londra conseguendo il diploma in scultura.
Le sue opere sono prevalentemente sculture in acciaio. Alcuni dei suoi lavori fanno parte della collezione permanente dello Smithsonian e del British Museum di Londra.
Ha esposto in diverse gallerie del mondo. Tra le mostre personali degne di nota sono: Spirits in Steel - The Art of the Kalabari Masquerade realizzata presso l'American Museum of Natural History, New York (1998-9); Imagined Steel presso The Lowry Arts Centre, Manchester (2002-03). 
È sposata con l'architetto Alan Camp.

## Attività
Ha partecipato a mostre in tutto il mondo.

### Esposizioni personali
- 1982 Alali (Festival Time) - Africa Centre, London
- 1984 Artist of the Day - Angela Flowers, London
- 1987 Sculpture in collaboration with Sekiapu dance troop - Africa Centre, London
- 1987 Royal Festival Hall, London; Commonwealth Institute, London; Museum of Mankind, London
- 1988 Alali Bluecoat Gallery, Liverpool and City of Plymouth Museum and Art Gallery
- 1988-89 Echoes of the Kalabari, National Museum of African Art, Smithsonian Institution, Washington DC
- 1990 New Work, Sue Williams Gallery, London
- 1991 Market People, Chelsea Arts Club, London
- 1991 Marcus and Marcus Gallery, Amsterdam
- 1992 Sue Williams Gallery, London
- 1992 Urban Women, South Bank Centre
- 1993 Steel Clothes and Ornamentation, Redfern Gallery, London
- 1994 Peopling of London, Museum of London
- 1994 Urban Walk, Barbican Centre, London
- 1995 Contemporary African Art Gallery, New York, USA
- 1995-96 Play and Display, Museum of Mankind, London
- 1996 Steel Stories, Angel Row Gallery, Nottingham, UK
- 1997 National Museum of African Art, Smithsonian Institution, Washington DC, USA
- 1998 Echolot, Galerie Peter Herrmann, Stuttgart, Germany
- 1998 American Museum of National History, U.S.A
- 1998 American Museum of Natural History, New York USA
- 1998-99 Spirits in Steel: The Art of the Kalabari Masquerade, American Museum of Natural History, NY
- 1999 National Museum of African Art, Smithsonian Institute, Washington DC, USA
- 2000 Knots of the Human Heart, Morley Gallery, London
- 2002 Imagined Steel, The Lowry Arts Centre, Manchester
- 2003 Imagined Steel, Oriel Mostyn Gallery
- 2003 Imagined Steel, Brewery Arts Centre, Cirencester
- 2003 Derby Museum and Art Gallery, Derby, UK
- 2004 Sculptures, Galerie Peter Herrmann, Berlin, Germany

## Premi
- 1981 Amy Sadur Friedlander Prize
- 1982 Saatchi & Saatchi Award
- 1983 Princess of Wales Scholarship and Henry Moore Bursary
- 2000 Commonwealth
- 2005 Awarded CBE
- 2006 Honorary Fellow of University of the Arts London